# Nouhant
Nouhant település Franciaországban, Creuse megyében. Lakosainak száma 301 fő (2022. január 1.). Nouhant Archignat, Lamaids, Saint-Martinien, Treignat, Lépaud, Soumans, Verneiges és Viersat községekkel határos.

## Népesség
A település népességének változása:
| Lakosok száma | 508  | 378  | 355  | 313  | 319  | 307  | 283  | 279  | 277  | 301  |
|               | 1968 | 1982 | 1990 | 2006 | 2013 | 2015 | 2017 | 2019 | 2020 | 2022 |